# Musée national pour les sciences et la technologie
Le Musée national pour les sciences et la technologie (en suédois Tekniska museet) est un musée technologique situé au no 7 Museivägen dans le Parc aux musées de Gärdet à Stockholm. Créé en 1923, sa gestion a été reprise par une fondation privée en 1948 et le musée perçoit des subventions de l'état depuis 1965. Le bâtiment actuel a été dessiné par l'architecte Ragnar Hjorth et a été construit en 1936. Le musée se trouve dans le Parc national urbain royal.
Le musée a reçu le prix Årets museum remis par Svenska ICOM et l'Association royale des musées suédois (2016) puis le prix Children in Museums (2017) pour ses accès pour tous et son forum scientifique Megamind.

## Historique

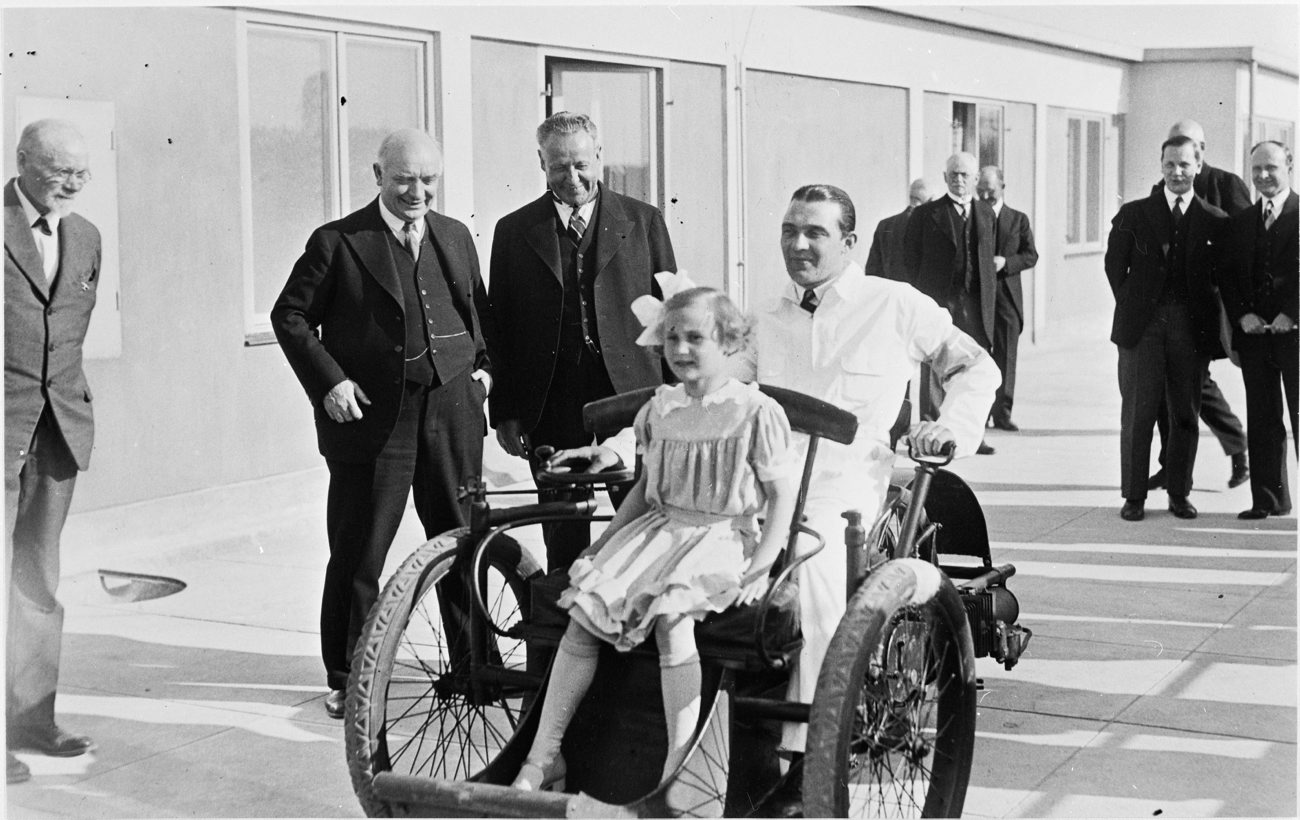
Démonstration d'un véhicule à pétrole en terrasse, "voiturette" Léon Bollée, le jour de l’inauguration du musée, en présence des ministres Per-Albin Hansson et Fritiof Ekman.

L'établissement a été fondé par l'Institut Suédois de la Recherche et l'Académie royale des sciences de l'ingénieur de Suède (IVA) en 1923, avec la participation de la Fédération des Industries de Suède et du Fonds suédois d'innovation et d'invention. Le projet s'inspirait du Deutsches Museum de Munich (1903).
Le premier site, de taille moindre, offert par l'IVA se trouvait dans Grev Turegatan à Stockholm. Mais dès 1930, les collections s'étaient enrichies de 15 000 photos et 33 000 dessins et estampes. On relogea donc temporairement le musée dans les quartiers du  Régiment de dragons au nord de Djurgården, jusqu'à ce que l'état trouve une meilleure disposition.
Des contributions financières versées par les industriels, donateurs privés et Fondation Knut et Alice Wallenberg permirent la construction d'un nouveau bâtiment de 9 000 m2 inauguré le 18 mai 1936 en présence du ministre d'état Per-Albin Hansson et du ministre du commerce Fritiof Ekman. Les visiteurs pouvaient à loisir faire fonctionner des machines et des dispositifs expérimentaux. Les deux premiers halls d'expositions, la halle aux machines et le département des mines, ne furent inaugurés qu'en 1938.

### Photos historiques

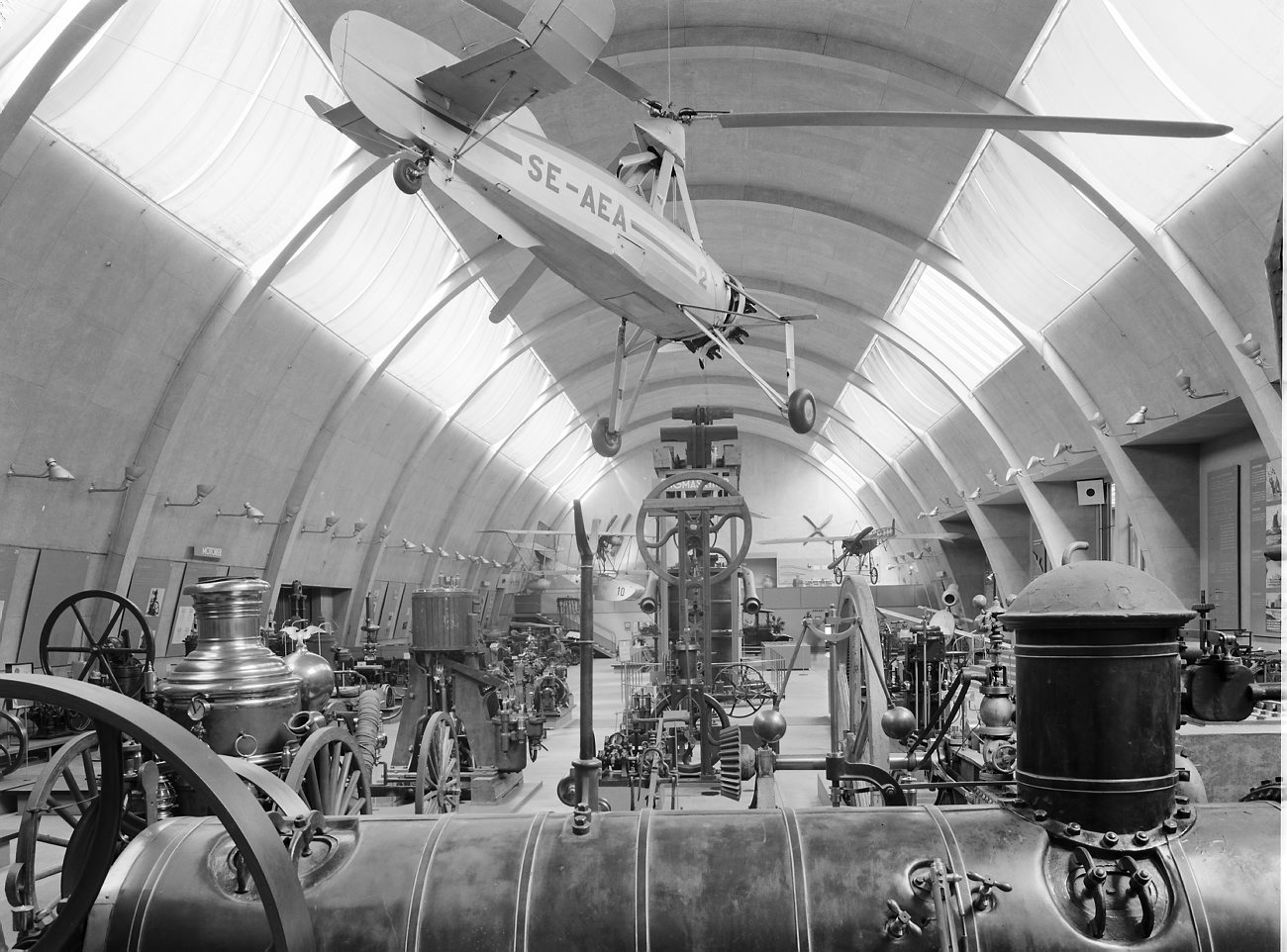
Halle aux machines
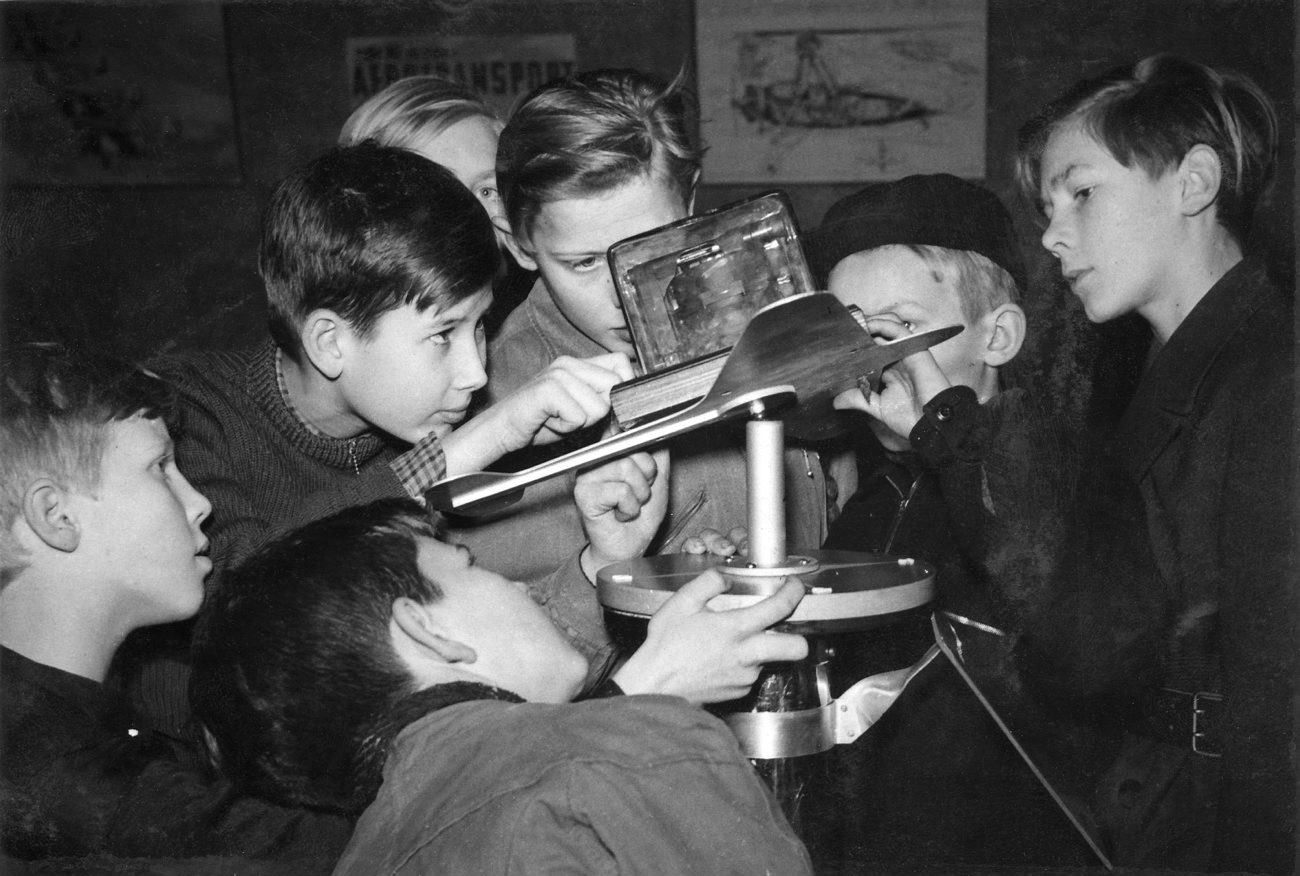
Visite de scolaires au musée (1944)
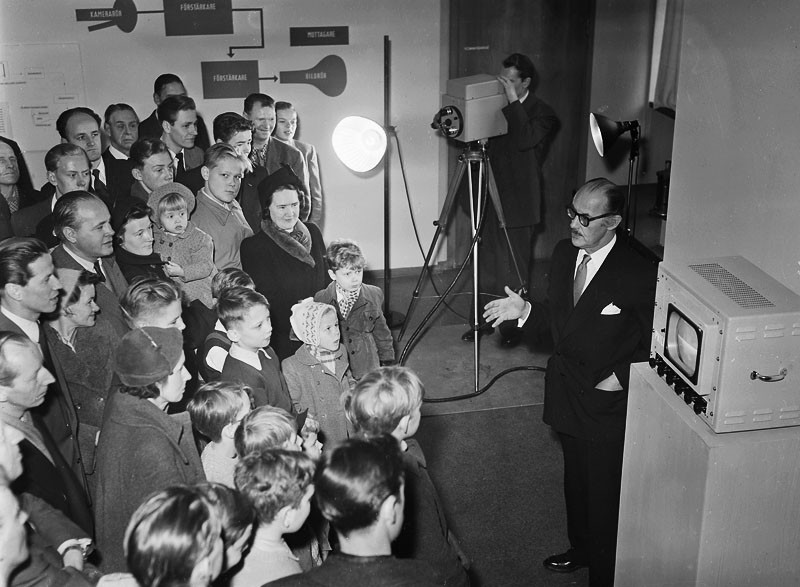
Démonstration pour la télé suédoise (1952)
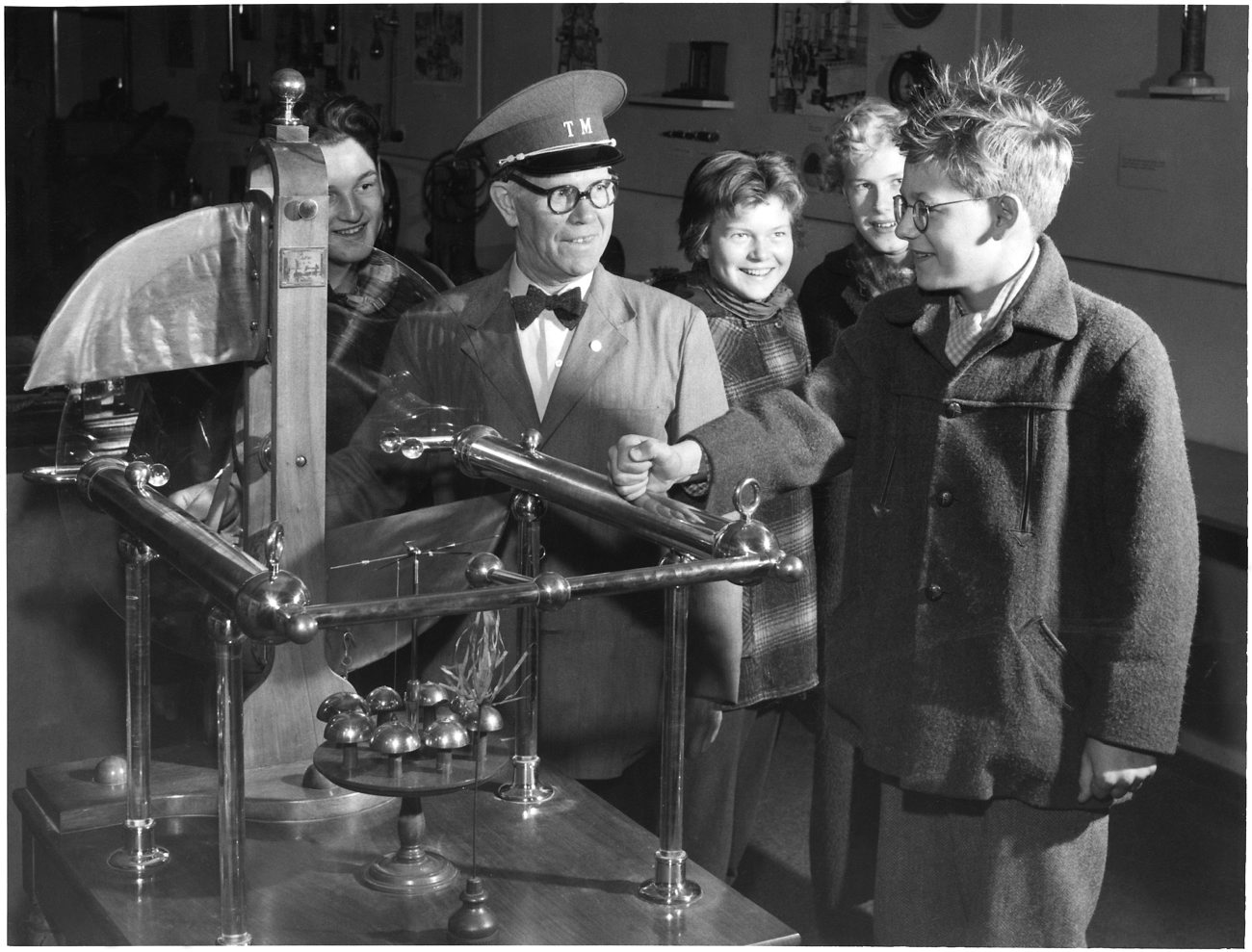
Expérience d'électricité statique (1954)